# Nokia 5210
Il Nokia 5210 è un telefonino prodotto dall'azienda finlandese Nokia e messo in commercio nel 2002.

## Caratteristiche
- Dimensioni: 105,5 x 47,5 x 22,5 mm
- Massa: 92 g
- Risoluzione display: 84 x 48 pixel monocromatico
- Durata batteria in conversazione: 3 ore
- Durata batteria in standby: 120 ore (5 giorni)